# Fogház
A fogház a letöltendő szabadságvesztés végrehajtására szolgáló épület, illetve  maga a büntetés egyik – a fegyháznál és a börtönnél enyhébb – formája (lásd: fogházbüntetés).
A fogház Magyarországon a büntetésként kiszabott szabadságvesztés legenyhébb végrehajtási módja.
Fogházban kell végrehajtani a vétség miatt kiszabott szabadságvesztést, kivéve ha az elítélt visszaeső.
A fogházban az elítélt
- rövid tartamú eltávozása engedélyezhető, külső munkában részt vehet,
- életrendje részben meghatározott, szabad idejét belátása szerint használhatja fel,
- a büntetés-végrehajtási intézet területén szabadon járhat.